# 的的喀喀湖
的的喀喀湖（西班牙語：Titicaca Lago，艾瑪拉語：Titiqaqa，奇楚瓦語：Titiqaqa Qucha）是南美洲最大的淡水湖泊，位於秘魯和玻利維亞交界的安地斯山脈，湖面海拔高3812公尺，也是世界上海拔最高且大船可通航的高山湖泊。
的的喀喀湖面積8290平方公里，平均水深140-180公尺，最深處達280公尺。湖中有41個島嶼，部分有人居住，最大的島嶼為玻利維亞境內的太陽島，島上有印加時代的神廟遺址，也是印第安人的聖湖。的的喀喀湖的名稱來源也許與當地的印地安語言有關，可能是“美洲豹的山崖”或者是“酋長的山崖”的意思。

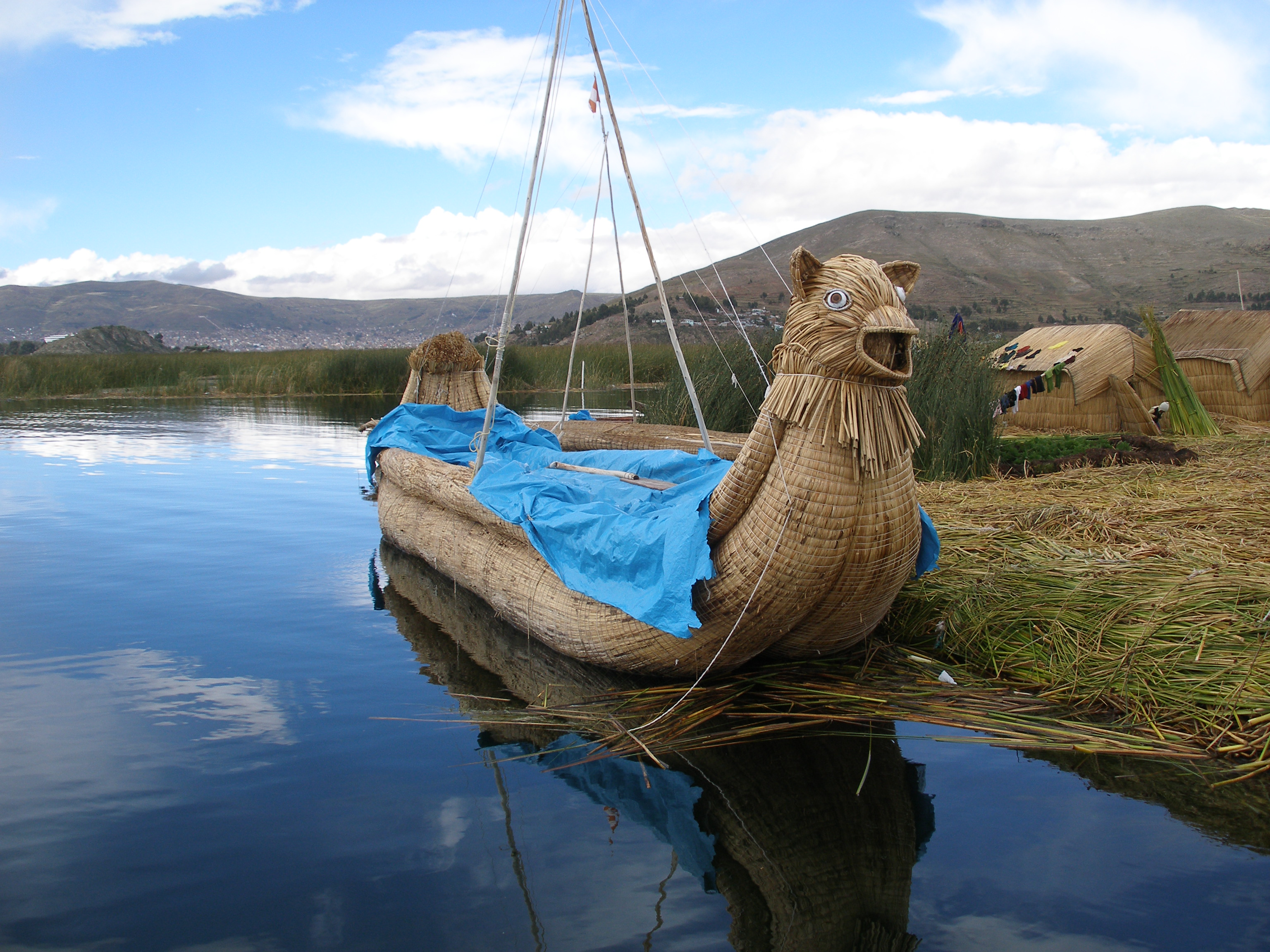
的的喀喀湖的蘆葦船

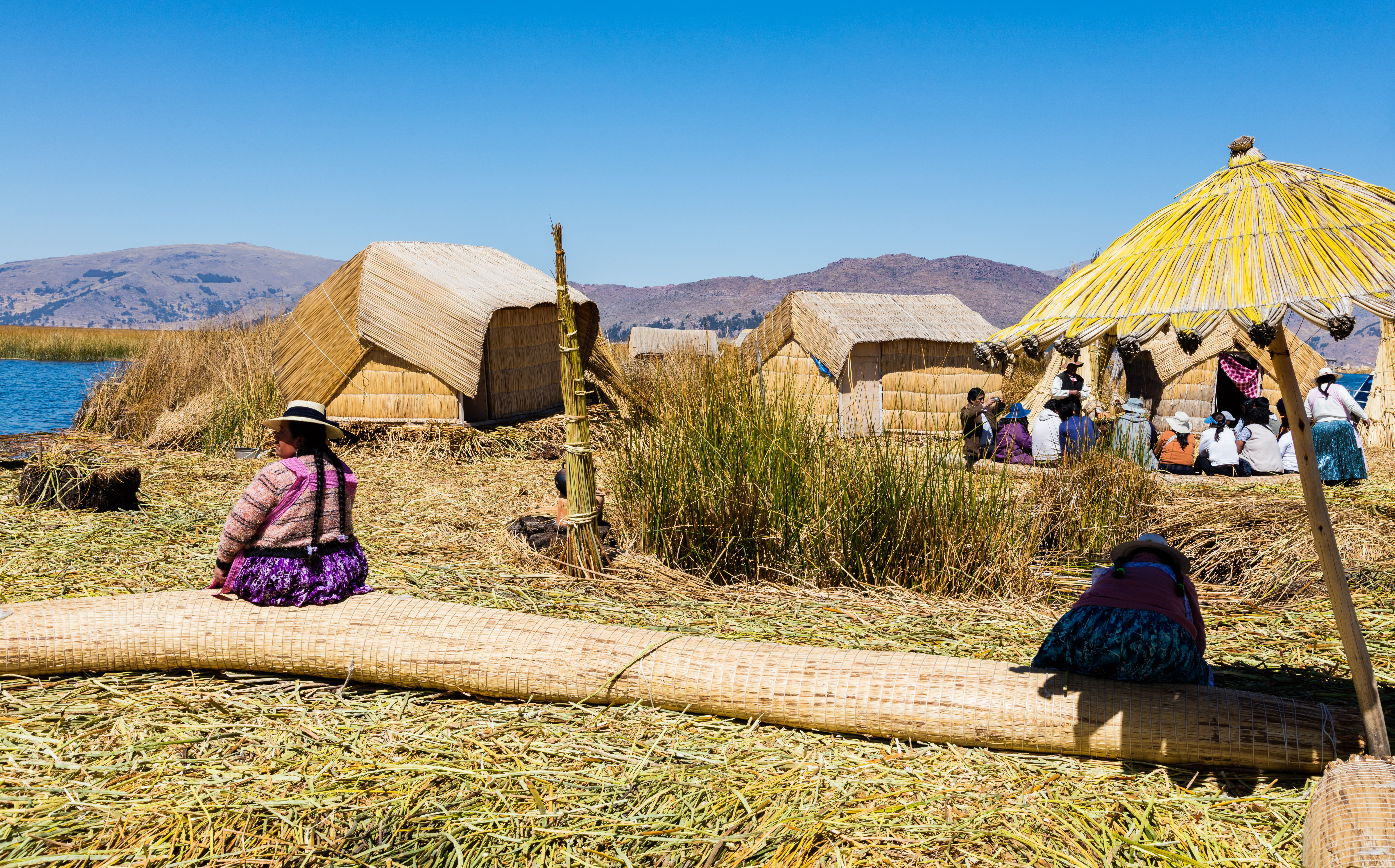
烏魯族

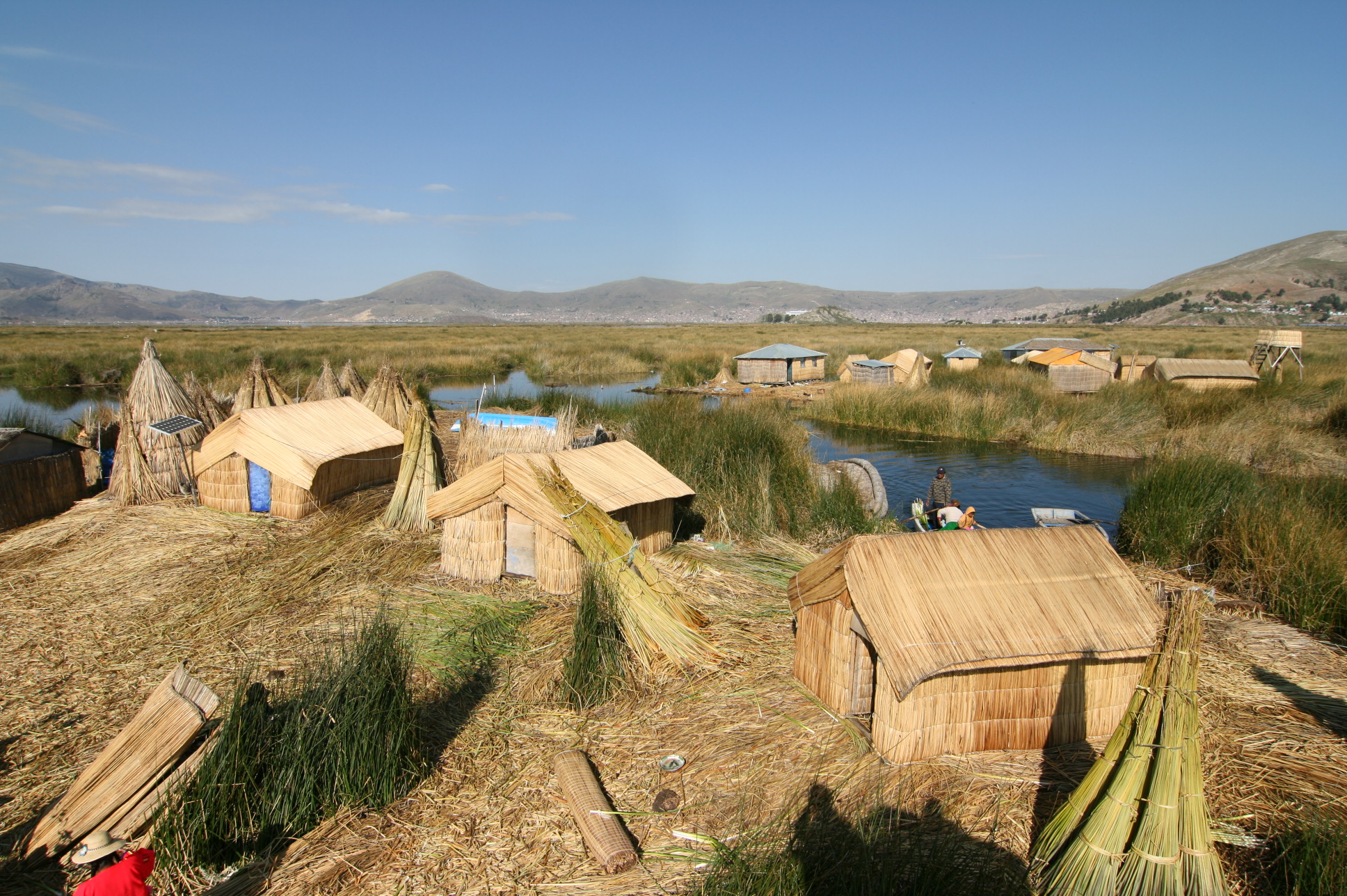
烏魯族浮島

## 水文
有25條河流流入的的喀喀湖，只有一條德薩瓜德羅河從湖中南側出口流出，注入到南面的另一內陸鹹水湖波波湖（海拔3686公尺），只帶走入湖水量的5%，其餘水分主要由大量蒸發消耗，但的的喀喀湖仍然保持是一個低含鹽度的淡水湖，主要鹽分被德薩瓜德羅河帶走。
湖盆由西北向東南延伸達193公里，湖面最寬達80公里，東南部有一伸入湖面的半島，將湖水分為兩部分，通過蒂其納峽口連接，西北部較大的部分玻利維亞人稱為丘奎托湖，秘魯人稱為大湖；東南部較小的部分玻利維亞人稱為維尼亞馬卡湖，秘魯人稱為畢克諾湖，湖水從小湖流入德薩瓜德羅河流出。從西岸秘魯的普諾到南岸玻利維亞的瓜基之間有定期的班輪航運來往。瓜基到玻利維亞首都拉巴斯之間有鐵路，普諾到太平洋沿岸之間也有鐵路，是玻利維亞出海的重要通路。

## 人文
有數十座浮島位於的的喀喀湖，是為蘆葦草鋪成的人工島嶼。相傳1000年前，住在當地的原住民烏魯族為躲避印加人的侵略，而建造浮島使之與外界隔離。浮島約1.5公尺厚，面積多在60-100平方米不等，過去浮島隨水漂流，現今已改用錨使其固定於湖床。較大的浮島甚至可以蓋教堂、學校、商店等。
尽管受到艾玛拉语和奇楚瓦语的重重包围，的的喀喀湖畔却有乌鲁－奇巴亚语系以及布基那语系两个几乎仅存在该湖附近的语系，以及可能不属于乌鲁－奇巴亚语系的孤立语离戈语记录至今。其中，奇巴亚语因远离的的喀喀湖而仍在广泛使用中，在奇巴亚市（乡级市）有超过90%的居民会讲，但湖畔的乌鲁语、离戈语、布基那语以及迦亚瓦亚语均已严重濒危或灭亡。

## 成因
湖水來自安地斯山脈融化的雪水，天氣轉暖後，冰雪融化，成為湖泊。

## 氣候
的的喀喀湖位於安地斯山脈上，屬於高地氣候。

## 交通
湖上用蘆葦船與新式小型漁船（大約為一般在港口看到的小漁船的1/2大小）湖邊則為安地斯山脈的主要交通工具駱馬。

## 經濟
的的喀喀湖區域是印第安人培植馬鈴薯的原產地。湖中盛產鱒魚和體長達30公分的巨蛙，由於濫捕過度，目前秘魯和玻利維亞政府都已經制訂禁止濫捕鱒魚的法令。湖邊盛產高大的蘆葦，當地印第安人用蘆葦編制一種蘆葦船叫“淘淘拉”，只能使用一年左右時間就逐漸被水浸透而放棄。湖面上還有由烏魯族用蘆葦編織的一種浮島，他們在浮島上常年生活，捕漁，甚至可以在上面種植蔬菜。目前這種蘆葦船和浮島都成為吸引旅遊者的好觀光景點。

## 傳說
創造之神維拉科查讓太陽在的的喀喀湖降下，然後創造了最初的人類。

## 相關圖片

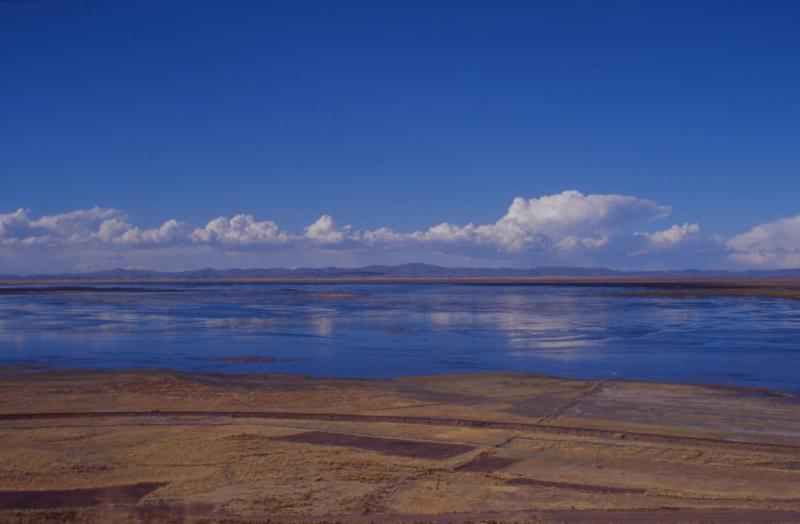
的的喀喀湖
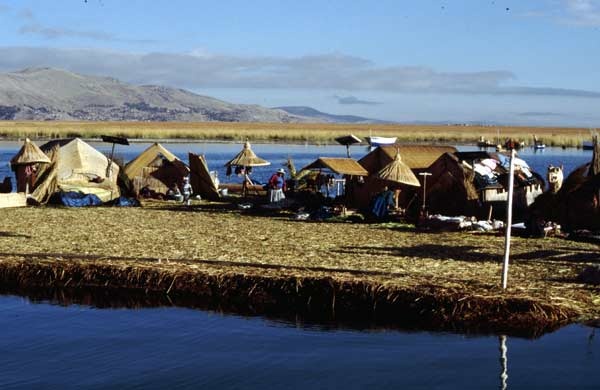
湖上的浮岛
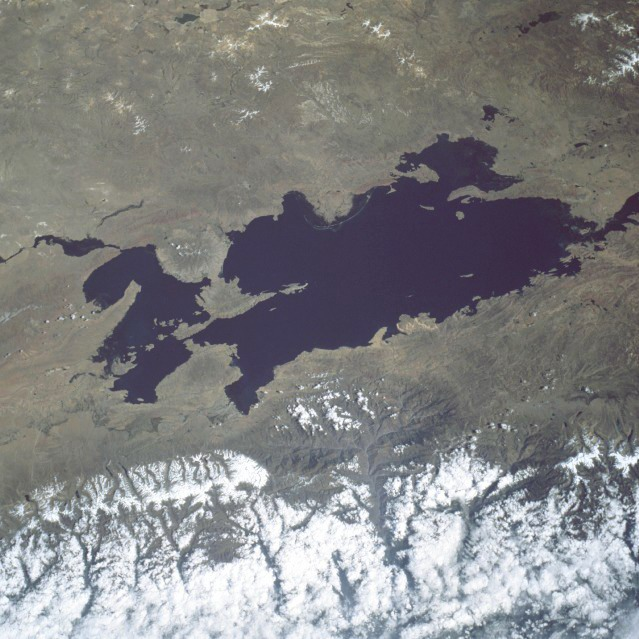
的的喀喀湖的衛星照片